# Julie Hélène Bider
Pour les articles homonymes, voir Bider.
Julie Hélène Bider, aussi dénommée Leny Bider, née le 8 novembre 1894 à Langenbruck, Haut-Hauenstein, dans le canton de Bâle-Campagne, et décédée le 7 juillet 1919 à Zurich, est une actrice suisse du cinéma muet.

## Biographie

### Origines, jeunesse et formation
Elle est la fille de Jakob Bider, marchand de tissus qui est aussi député au Grand Conseil de Bâle-Campagne, et de son épouse Frieda Maria Glur. Elle est la sœur cadette de Oskar, lieutenant d'aviation et instructeur, et de Georges, futur médecin.
Sa mère meurt en 1907. Son père déménage à Bâle où Leny s'intéresse au théâtre et à la musique. Son père meurt brutalement en 1911, et Leny est sous la tutelle de son oncle maternel, Max Albert Glur-Forster, qui est recteur d'une école secondaire de jeunes filles, où Leny est brièvement élève. Après un séjour d'un an dans une école de Lausanne, elle passe un an en Angleterre comme fille au pair.
Elle rentre en Suisse en juillet 1914, d'abord chez son cousin à Berne, puis elle s'installe en 1915 à Zurich. Elle y fréquente pendant un an une école pour devenir acteur de film muet.

### Actrice et lanceuse de mode
En 1916, elle achète un petit atelier de mode, et lance différents modèles de chapeaux pour dames.
Au printemps 2017, elle prend un rôle dans un film muet de 15 minutes, Frühlingsmanöver, qui a un grand succès auprès du public de Zurich et de Bâle, mais déplaît à la direction de l'armée suisse. Dans l'été 2017, elle reçoit le rôle principal dans un film dramatique de 65 minutes, « Der Bergführer » (Le Guide Alpin). La scène sans laquelle elle embrasse crée le scandale. Son jeu de scène très convaincant met les spectateurs en émoi.
Elle se fiance début 1919 avec Ernst Jucker (1889–1921), propriétaire d'une pharmacie, qui avait des problèmes financiers à cause de la crise économique liée à la guerre. Outre ses diplômes, Jucker était un officier de cavalerie et avait été initié à l'aviation par Oskar, le frère aîné de Leny dont Leny était très proche.
Mais le mariage de Leny avec Ernst Jucker ne la satisfait pas, car elle tombe ainsi sous la tutelle de son mari, alors qu'elle préférerait être une femme libre.

### Mort

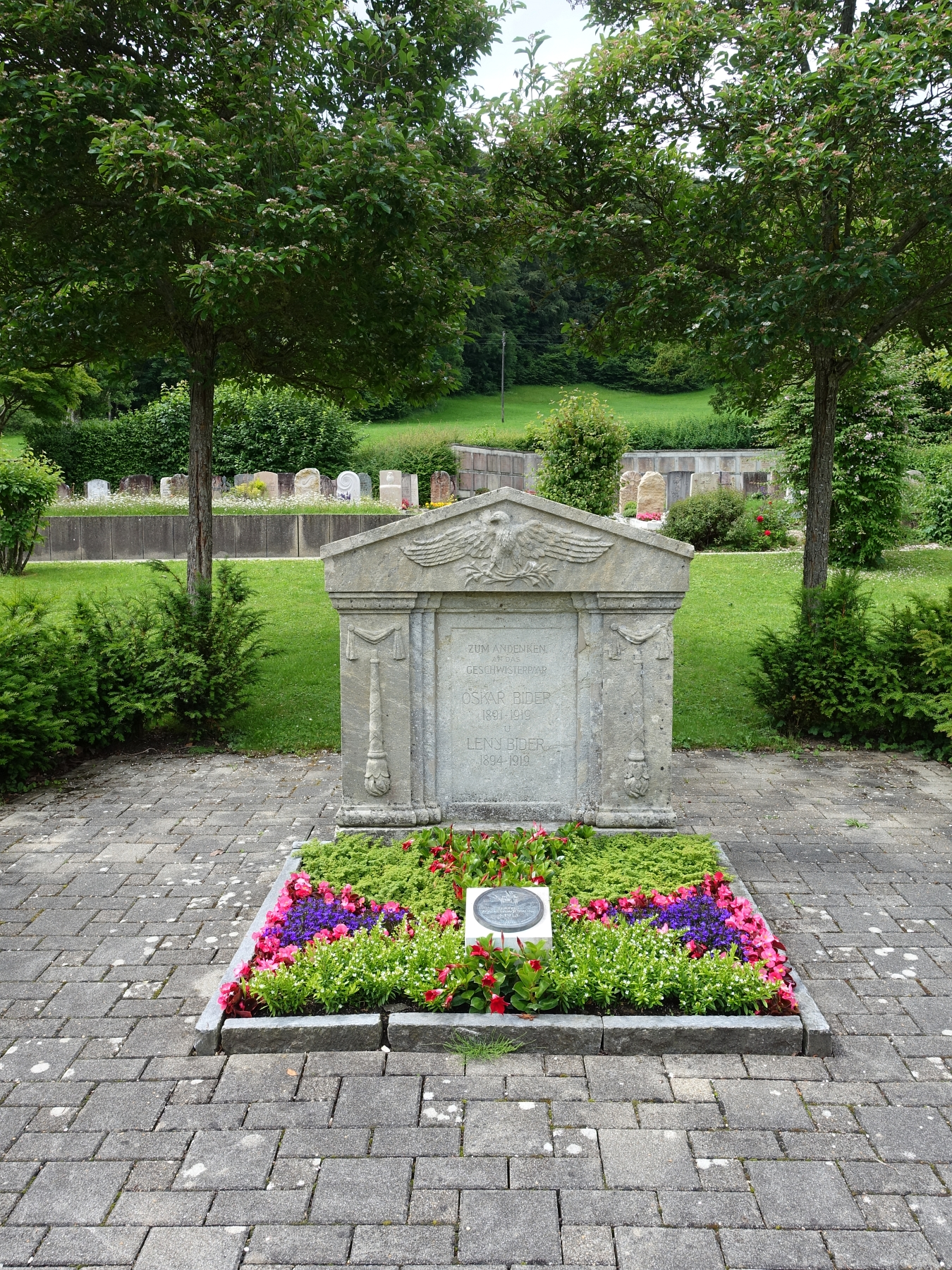
La tombe de Leny et de Oskar à Langenbruck

Le 7 juillet 2019, Oskar fait une chute mortelle en avion.
Désespérée par la mort de ce frère bien-aimé, et manquant de confiance dans son propre avenir, Leny se suicide le même jour.
Le frère et la sœur sont enterrés côte à côte dans le cimetière de Langenbruck.

## Sources biographiques
- Biografie über Julie Helene "Leny" Bider (1894-1919), par Johannes Dettwiler-Riesen, Marti Media Visual Communication, Langenbruck ; diffusé par AbeBooks depuis le 27 août 2015[2]
- Biographie dans le Dictionnaire Historique de la Suisse[1]
- Le destin de Leny Bider, étoile brisée du cinéma suisse, RTS[3]